# أرمين وايس
أرمين وايس (بالألمانية: Armin Weiß)‏ هو كيميائي وسياسي ألماني، ولد في 5 نوفمبر 1927 في ألمانيا، وتوفي في 7 ديسمبر 2010 بميونخ في ألمانيا. انتخب عضو مجلس الشورى الموحد لبافاريا.

## حياة
وُلد وايس ونشأ في ستيفلينج (بالقرب من نيتيناو)، بالقرب من واكرسدورف، حيث بدأت الصناعة النووية في ألمانيا الغربية خلال الثمانينيات في بناء مصنع إعادة المعالجة النووية واكرسدورف. منزعجًا من هذه الخطوة، أخذ وايس إجازة من منصبه كأستاذ للكيمياء غير العضوية في جامعة لودفيغ ماكسيميليان في ميونخ، وبدأ في الظهور علنًا معارضة للمصنع. في النهاية توقف بناء واكرسدورف. في وقت لاحق ، كعضو في حكومة ولاية بافاريا، واصل معارضة المحطات النووية. في عام 2007، حصل البروفيسور وايس على جائزة المستقبل الخالي من الأسلحة النووية